# Setge d'Arwad
El setge d'Arwad del 1302–1303 fou un dels episodis finals de les croades a l'est de la Mediterrània. La caiguda en mans dels musulmans de la petita illa d'Arwad, que els cristians anomenaven Ruad, marcà la pèrdua del darrer enclavament croat al Llevant. Deu anys abans, el 1291, els croats havien perdut la possessió del que havia estat el port principal, acre, i l'exèrcit dels mamelucs havia destruït tota construcció dels croats per tal d'evitar que hi tornessin a establir el Regne de Jerusalem des de l'illa de Xipre. Entre el 1299 i el 1300, els xipriotes provaren de reconquerir el port de Tortosa, en la costa de Síria, mitjançant l'establiment d'una guarnició a Ruad, una illa a 3 km de Tortosa. El pla era coordinar una ofensiva juntament amb l'Il-kanat. Tanmateix, l'exèrcit promès dels mongols no arribà i els croats es veieren forçats a abandonar i tornar a Xipre. Els templers muntaren el 1300 una guarnció permanent a Ruad però els mamelucs l'assetjaren i aconseguiren capturar-la el 1302 o el 1303. Després d'això els cristians europeus no reeixiren en ocupar territori de Terra Santa fins a la primera guerra mundial, al segle xx.

## Context
Quan els croats perderen Jerusalem el 1187, traslladaren la capital més al sud, a la ciutat costanera d'Acre, possessió que mantindrien durant els següents cent anys, fins a la seva captura pels turcs el 1291. Llavors traslladaren la base d'opercions a Tortosa, ciutat que estava més al nord, en la costa de Síria, però també fou capturada el 4 d'agost i finalment també la fortalesa d'Atlit el 14 d'agost. Els cavallers croats no volien donar per perdut el seu reialme a Terra Santa i planejaren fer una ofensiva per reconquerir-la des de l'illa de Xipre, que era un regne cristià.
El 1298 i 1299 els mamelucs atacaren Síria i s'apoderaren dels castells templers de Sarvandikar i Rocaguillem, situats en el que havia estat Principat d'Antioquia. En saber-ho, el rei armeni Hethum II demanà al kan dels mongols, Mahmud Ghazan que intervingués.
El 1299, mentre Ghazan preparava una ofensiva en territori sirià, envià una ambaixada a Enric II de Jerusalem, que estava a Xipre, i una altra al papa Bonifaci VIII, invitant-los a participar conjuntament en l'atac contra els turcs. Enric intentà posar-se en contacte amb els mongols per acceptar, i la tardor del 1299 envià una petita flota de dues galeres, comandades per Guiu d'Ibelin i Joan de Giblet. Aquesta flota ocupà Butron i començaren a reconstruir la fortalesa de Nefin (a Biblos).
Ghazan mentrestant infligí una derrota als mamelucs el 22 de desembre del 1299 en la batalla de Wadi al-Khazandar, a prop d'Homs. En aquesta ocasió tingué la col·laboració de Hethum II, i un contingent de templers i hospitalers. Però després Ghazan hagué de retirar el gros del seu exèrcit perquè havia esclatat una guerra civil a la capital, per l'alçament d'un dels seus cosins, Qutlugh-Kwaja, fill del governant del Turkestan. Abans de marxar, Ghazan anuncià que es tornarien a trobar el novembre del 1300 per continuar la campanya. La resta de l'exèrcit de Ghazan que es quedà estigué fent atacs intermitents per Palestina des del desembre del 1299 fins al maig del 1300, en especial per la vall del Jordà i fins a Gaza. L'èxit dels mongols inspirà rumors a Occident que deien que havien conquerit Terra Santa i que aviat Jerusalem seria tornada a Occident. Tanmateix, quan els turcs d'Egipte tornaren a Palestina amb un gran exèrcit els mongols no pogueren oposar gaire resistència.
El juliol del 1300, el rei Enric II de Jerusalem i els altres cavallers xipriotes muntaren una operació naval consistent en setze galeres, en una de les quals viatjava l'ambaixador mongol Isol el Pisà, que atacà Rosetta, Alexandria, Acre, Tortosa i Maraclea.

## Ruad com a pont d'atac
Encara que no foren capaços de combinar satisfactòriament les operacions militars, els europeus (fletxes verdes) i els mongols (fltxes roges) planejaren actuar junts per conquerir Tortosa des de l'illa de Ruad, a menys de 3 km de la costa.
La relació entre el rei Enric II i els templers era tibant, perquè l'anterior mestre, Guillem de Baujeu, havia donat suport a un altre pretendent al tron. Sabent això, el papa envià ordre al nou mestre, Jacques de Molay, de fer les paus amb el rei.
El novembre del 1300, Jacques de Molay i el germà del rei, Amalric II de Lusignan, comandaren una expedició per recuperar Tortosa. Una tropa de 600 soldats, dels quals 150 eren cavallers del Temple, desembarcaren a Ruad i es prepararen per assaltar la costa. Tenien l'esperança que Ghazan compliria la seva promesa i enviaria un exèrcit tant bon punt comencessin a guanyar terreny des de Tortosa. Malgrat que el gran mestre templer confiava molt en l'èxit d'aquesta operació, l'intent d'ocupar Tortosa només durà vint-i-cinc dies i els croats actuaren més com a bandolers que com a conqueridors, destruint propietats i fent captius. No romangueren a la ciutat, sinó que tornaren a Ruad, que era un lloc més segur per muntar la base. Els dies anaren passant i l'exèrcit de Ghazan no es presentà.
Al febrer del 1301 arribà per fi l'exèrcit mongol, acompanyat per les tropes armènies. El general Kutlushka passà des d'Armènia Menor cap a Antioquia. Guiu d'Ibelin, comte de Jaffa, s'uní als armenis i també Joan de Giblet. Kutlushka tenia una força de 60.000 homes, però no pogué fer gaire cosa més que alguns atacs de càstig per la rodalia d'Alep. Quan Ghazan anuncià que donava per acabada la campanya per aquell any, els croats, després d'algunes deliberacions, decidiren tornar a Xipre i deixar una guarnició a Ruad.
Des de Xipre, Jacques de Molay continuà enviant crides a Occident per organitzar una croada amb més tropes i subministraments. Al novembre del 1301, el papa Bonifaci VIII escriví un document en què encomanava oficialment la custòdia de Ruad a l'Orde del Temple, els quals reconstruïren les fortificacions i instal·laren 120 cavallers, 500 arquers i 400 escuders de manera permanent, tots ells sota el comandament de Barthélemy de Quincy.
Durant els dos hiverns següents (1301, 1302) es continuaren plans per fer operacions combinades amb els mongols. En una carta enviada per Jacques de Molay al rei Enric I d'Anglaterra, datada el 8 d'abril del 1301, l'informava d'això. En una altra enviada al rei d'Aragó Jaume el Just, uns mesos després, deia que el rei d'Armènia havia informat als mongols que ja estaven preparats.

## El setge

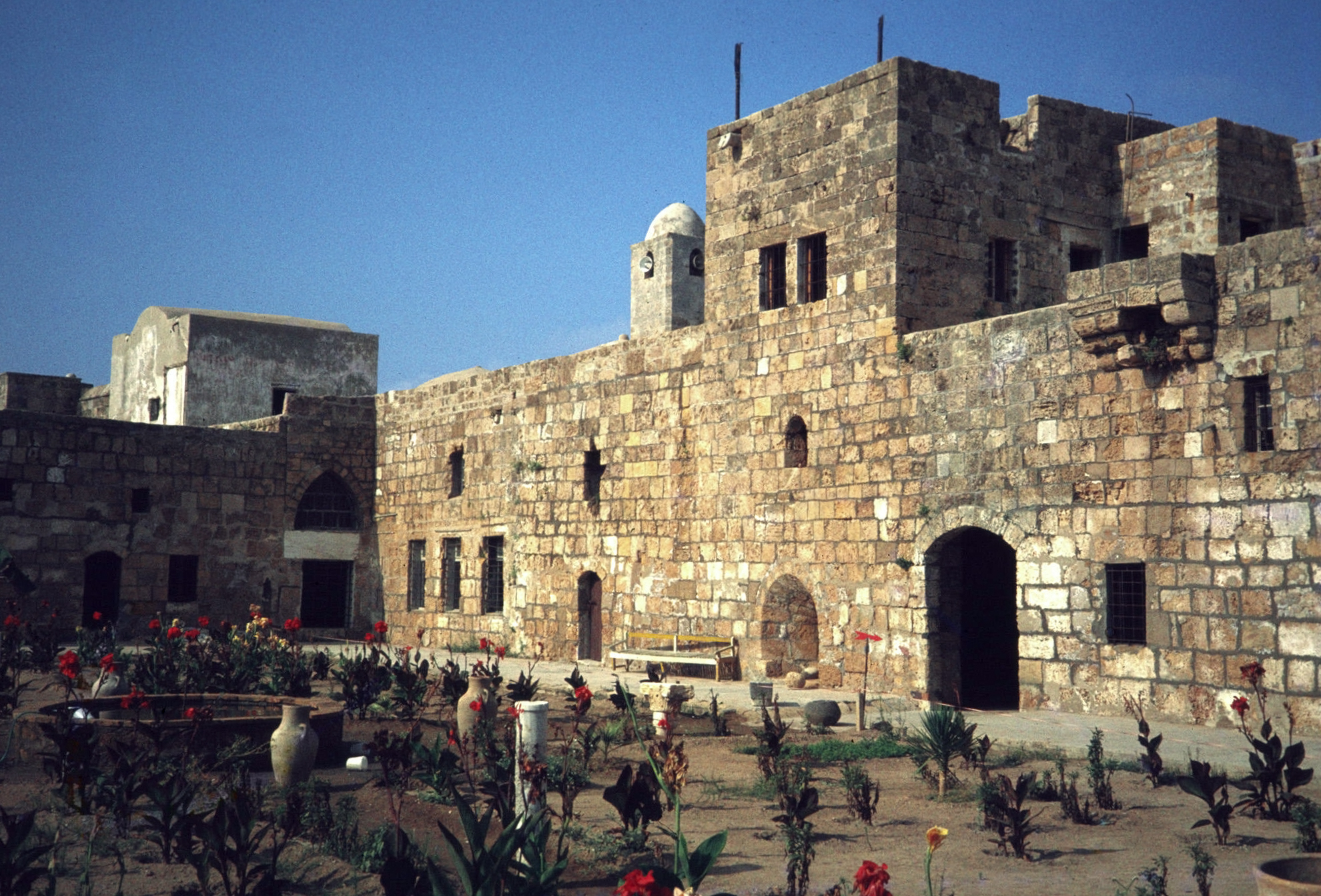
Estat actual de la fortalesa de Ruad

El 1302, els mamelucs enviaren una flota amb 16 naus cap a Trípoli, des d'on iniciaren setge a Ruad. Desembarcaren en dos punts i muntaren un campament. Els templers lluitaren per fer fora els invasors, però tots els esforços foren anul·lats. Els xipriotes enviaren una flota des de Famagusta, però no arribà a temps.
Després de dies tancats a la fortalesa, sabent que se'ls acabaven els subministraments i que els de fora els superaven en nombre, el germà Hug de Dampierre negocià la rendició amb els mamelucs el 26 de setembre, a condició que els permetessin sortir vius cap a el territori cristià que ells escollissin. Això no obstant, quan els templers obriren les portes, els mamelucs iniciaren un combat. Barthélemy de Quincy morí durant la lluita, tots els arquers que hi havia foren executats i els templers foren deportats al Caire. En la capital dels mamelucs ja hi havia uns quaranta templers, capturats en altres enfrontaments, que havien renunciat a fer apostasia. Després d'anys de maltractes i desnutrició, moriren a les presons.

## Repercussions
Els croats de Xipre encara efectuaren algunes operacions més en la costa de Síria i destruïren Darmur, al sud de Beirut. Ghazan feu el darrer atac als mamelucs la primavera del 1303, amb un exèrcit de 80.000 homes, però l'expedició acabà en desastre. Els seus generals foren derrotats a Damasc en la batalla de Marj as-Suffar el 20 d'abril.
Quan Ghazan morí el 1304, el somni de Jacques de Molay per reconquerir Terra Santa també havia mort. El 1305 el papa Climent V feu plans per engegar una nova croada, i el 1307 rebé una ambaixada del nou líder mongol, Oljeitu, que l'animà a fer la reconquesta, però quan el 1306, el papa havia demanat als líders de les ordes militars, Jacques de Molay i Folc de Villaret, que presentessin propostes de com actuar, cap d'ells estigué a favor de tornar-se a aliar amb els mongols. Pensaven que era positiu permetre que fessin fora els mamelucs de Síria, però que no es podia comptar amb ells per fer operacions conjuntes. Cap rei cristià respongué a la crida per una nova croada, de fet, aquesta derrota suposà la caiguda en desgràcia dels templers en l'opinió popular, cosa que aprofità el rei de França per demanar la dissolució de l'orde militar i expropiar els seus béns.